# Snälltåget
Snälltåget — шведська залізнична компанія обслуговує потяги далекого прямування, що курсують залізницею Södra stambanan в Швеції з Мальме до Стокгольма, а також потяги зі спальними вагонами між Стокгольмом і Берліном і Мальме до гірськолижних і пішохідних курортів Ємтланду.
Є під орудою Transdev.

## Історія
Snälltåget було створено в 2006 році (перше відправлення 31 січня 2007 року) як «Veolia Transport» після часткової дерегуляції шведської залізничної мережі, яка надає спеціальні послуги. 
Регулярні послуги вихідного дня почали діяти в 2009 році (в 2010 році розширено до будніх днів), після того, як мережа була повністю дерегульована, працювала в прямій конкуренції з державним оператором SJ AB. 
Розширення літнього нічного поїзда до Берліна було запущено в 2012 році, а в 2013 році мережа була перейменована на Snälltåget 
.
З вересня 2016 року на заміну найманих часто використовуваних Hector Rail Class 242 Taurus і Alstom Traxx було додано новий парк локомотивів Siemens Vectron. 
Разом з вагонами з Німеччини вони почали роботу зі швидкістю 200 км/год, вперше для локомотивів і вагонів у Швеції.

## Маршрут
Основним маршрутом потяги курсують з Мальме до Стокгольма через Лунд, Гесслегольм, Альвесту, Несше, Лінчепінг і Норрчепінг протягом року. 

У сезони походів і катання на лижах Snälltåget відправляє нічні поїзди до Оре і Сторлієна.
Влітку з Мальме-Центральне до Берлін-Головний також курсує нічний поїзд. 
До 2019 року він курсував через пором з Треллеборга до Зассніца.
У 2020 році цей поїзд і поромний маршрут було скасовано через пандемію COVID-19. 
З червня 2021 року запущено модифікований нічний поїзд через міст Великий Бельт без порому між Стокгольмом, Копенгагеном і Берліном. 

У січні 2022 року відкрито нове нічне сполучення з Мальме до Целль-ам-Зее та інших гірськолижних курортів в Центрально-Східних Альпах Австрії вздовж залізниці Зальцбург — Тіроль. 
 
Станом на 2022 рік це найдовший поїзд у Європейському Союзі.